# اوسوالدو کاواندولی

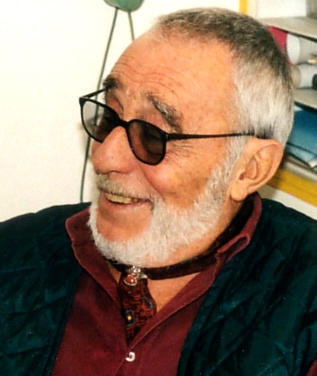
اوسوالدو کاواندولی

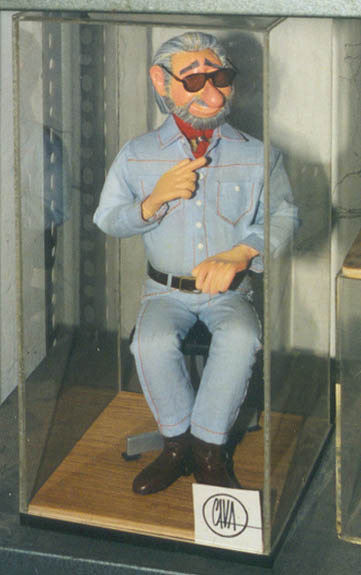

اوسوالدو کاواندولی (به ایتالیایی: Osvaldo Cavandoli) (زاده ۱ ژانویه ۱۹۲۰ – درگذشته ۳ مارس ۲۰۰۷) کارگردان اهل ایتالیا است.
وی که دوران کودکی و نوجوانی سختی داشت. با کارگردانی انیمیشن آقای خط هم به شهرت خوبی رسید و هم زندگی مرفهی را تجربه کرد. او در تمام دوران فعالیت هنری خود، فقط همین یک مجموعه را نوشت و کارگردانی کرد و اثر هنری دیگری را به نام خود ثبت نکرد.
وی طی چند سال ۹۰ اپیزود این مجموعه را تولید کرد اگر چه در تمام این سال‌ها و قبل از مرگ کاواندولی، از او خواسته شد فصل‌های تازه‌ای از مجموعه انیمیشنی خود را تولید و کارگردانی کند اما وی زیر بار این درخواست نرفت و با پرکاری در این رابطه مخالف بود.
وی عقیده داشت ارزش بالای هنری هر کاری در این است که در امر تولید و ساخت آن افراط صورت نگیرد. آخرین باری که وی به کار طراحی شخصیت معروف و محبوب خود پرداخت، اندکی قبل از مرگ بود. او این شخصیت را در آن زمان به چند آگهی تبلیغاتی برای یک بانک قدیمی قرض داد.
وی در ۳ مارس ۲۰۰۷ در سن ۸۷ سالگی در میلان درگذشت